# Protipapež Janez VIII.
Janez VIII., protipapež Rimskokatoliške cerkve; * okrog 790 Rim (Papeška država, Frankovsko kraljestvo); † ? ( Papeška država,  Italija, Sveto rimsko cesarstvo).

## Življenjepis
Po Gregorjevi smrti so v Rimu nastali nemiri. 25. januarja 844 je duhovščina in večina Rimljanov izvolila za papeža arhiprezbiterja Sergija, del laikov pa z odobravanjem (per exclamationem) diakona Janeza, ki si je izbral ime Janez VIII. Ker so Janezovi pripadniki grozili s silo, so Sergija takoj posvetili, ne da bi čakali na cesarjevo potrditev, kakor je določala Constitutio Romana iz leta 824. Tam je namreč pisalo, da je lahko novoizvoljeni papež posvečen šele takrat, ko potrdi volitve frankovski vladar. Cesar Lotar - ki je ljubosumno varoval svojo oblast, rad pa omejeval tujo -  je v Rim poslal svojega sina Ludvika II. z močnim vojaškim spremstvom, da bi skupaj z metzskim škofom Dragom preiskal potek volitev. Ko je Ludvik pomiril zdražbe, potrdil Sergijevo umestitev in Janezovo odstavitev, ga je Sergij mazilil za langobardskega kralja ter prisegel zvestobo Lotarju. Oddahnili so se on in Rimljani, ko je vojaščina zapustila Rim.
Večina zgovovinarjev poroča tako. Cristo Raul pa dogodke dramatično in podrobno opisuje takole:
Ob smrti Gregorja se je zbrala višja duhovščina (procures) in laiki, visoki in preprosti, da bi se posvetovali o izbiri kandidata.  Po Božji previdnosti so se soglasno odločili, da izberejo arhiprezbiterja Sergija, sina Sergija Colonna. Ko se je zbor razšel, je neki diakon po imenu Janez zbral mestno sodrgo in na grozo Rimljanov vlomil s silo v Lateransko palačo. Kakor je bilo možno hitro navdušiti Rimljane, jim je bilo prav tako mogoče hitro vliti strah v kosti. Ni še minila ura, ko je prišla novica, da se zbirajo rimski knezi (Quiritum Principes). Pristaši so se razbežali in pustili Janeza njegovi usodi. Knezi so se s konji podali v baziliko sv. Martina in Silvestra  ter z velikim veseljem in slavjem pospremili Sergija v Lateran. Ta dan je padlo obilo snega; ljudje so to imeli za znamenje, da je njihovega kandidata potrdilo tudi nebo. Janez je bil obsojen na smrt in množica bi ga bila razrezala na koščke; Sergij pa ga je pomilostil in poslal junija 844 v samostan. Papež namreč ni hotel vračati hudega s hudim.

## Smrt
Sergij je umrl neznano kdaj v nekem samostanu v Rimu ali okolici.